# 天主教拉瓦格教区
天主教拉瓦格教區 （拉丁語：Dioecesis Laoagensis）是菲律賓一個羅馬天主教教區，屬新塞哥維亞總教區，位於呂宋島西北部北伊羅戈省。
2006年有教友441,022人、27個堂區、49名司鐸。其座堂是聖威廉座堂。
1961年6月5日升為教區。2011年6月15日教區主教塞爾吉‧烏特萊格獲委任為土格加勞總主教後主教席位懸空。